# Plateros lalui
Plateros lalui là một loài bọ cánh cứng trong họ Lycidae. Loài này được Tvardik & Bocák miêu tả khoa học năm 2001.